# Milichia pseudoludens
Milichia pseudoludens är en tvåvingeart som beskrevs av Papp 1977. Milichia pseudoludens ingår i släktet Milichia och familjen sprickflugor.
Artens utbredningsområde är Ungern. Inga underarter finns listade i Catalogue of Life.